# 大阪府高等学校の廃校一覧
大阪府高等学校の廃校一覧（おおさかふこうとうがっこうのはいこういちらん）とは、大阪府における廃校となった高等学校の一覧。
対象となるのは学制改革（1948年）以降に廃校となった高等学校と分校である。名称は廃校当時のもの。廃校時に属していた自治体が合併により消滅している場合は、現行の自治体に含める。また現在休校中の学校は公式には存続していることとなっているが、休校中の学校は事実上廃校となっている場合が多いため、便宜上本項に記載する。現在公立高校については「廃校」と言う言葉を使わず「閉校」を用いる。
特筆する例を除き、いずれも3月31日付けで閉校となっている。

## 国立高等学校
- 該当校なし

## 公立高等学校

### 大阪市
- 大阪府立茨田高等学校 - 2025年閉校。
- 大阪市立都島第二工業高等学校（大阪府立都島第二工業高等学校） - 2025年閉校（2022年大阪府立都島工業高等学校定時制に再編）
- 大阪市立第二工芸高等学校（大阪府立第二工芸高等学校） - 2025年閉校（2022年大阪府立工芸高等学校定時制に再編）
- 大阪市立南高等学校（大阪府立南高等学校） - 2024年閉校（2022年大阪府立桜和高等学校へ統合）
- 大阪市立西高等学校（大阪府立西高等学校） - 2024年閉校（同上）
- 大阪市立扇町総合高等学校（大阪府立扇町総合高等学校） - 2024年閉校（同上）
- 大阪府立勝山高等学校 - 2022年閉校[1]（2020年大阪府立大阪わかば高等学校に改編）[2]
- 大阪府立泉尾高等学校 - 2020年閉校（2018年大阪府立大正白稜高等学校へ統合）[3]
- 大阪府立大正高等学校 - 2020年閉校[4]（同上）[3]
- 大阪府立北淀高等学校 - 2020年閉校（2018年大阪府立淀川清流高等学校へ統合）[5]
- 大阪府立西淀川高等学校 - 2019年閉校（同上）[6]
- 大阪府立咲洲高等学校 - 2018年閉校[7][8]
- 大阪市立市岡商業高等学校 - 2014年閉校（2012年大阪市立大阪ビジネスフロンティア高等学校へ統合）[9]
- 大阪市立東商業高等学校 - 2014年閉校（同上）[9]
- 大阪市立天王寺商業高等学校 - 2014年閉校（同上）[9]
- 大阪府立大和川高等学校 - 2013年閉校（2011年大阪府教育センター附属高等学校を設置・移行）[9]
- 大阪市立扇町高等学校 - 2010年閉校（2008年大阪市立咲くやこの花高等学校へ統合）[9]
- 大阪市立此花総合高等学校 - 2010年閉校（同上）[9]
- 大阪府立住之江高等学校 - 2005年閉校（2003年大阪府立咲洲高等学校を設置・移行）[8]
- 大阪府立港南高等学校 - 2005年閉校（2003年大阪府立港南造形高等学校に改編）
- 大阪市立生野第二工業高等学校 - 2004年閉校
- 大阪市立泉尾第二工業高等学校 - 2004年閉校
- 大阪市立扇町第二商業高等学校 - 1995年閉校（1992年大阪市立中央高等学校へ統合）[9]
- 大阪市立天王寺第二商業高等学校 - 1995年閉校（同上）[9]
- 大阪市立新船場高等学校 - 1995年閉校（同上）
- 大阪市立西第二商業高等学校 - 1995年閉校（同上）
- 大阪市立南第二高等学校 - 1986年閉校
- 大阪市立東第二高等学校 - 1981年閉校（大阪市立新船場高等学校へ統合）
- 大阪市立東第二商業高等学校 - 1981年閉校（同上）
- 大阪市立中之島高等学校 - 1950年閉校（大阪市立扇町高等学校へ統合）

### 堺市
- 堺市立第二工業高等学校 - 2011年閉校[10]（2008年堺市立堺高等学校へ統合）[11]
- 堺市立第二商業高等学校 - 2011年閉校[12]（同上）[11]
- 堺市立工業高等学校 - 2010年閉校[10]（同上）[11]
- 堺市立商業高等学校 - 2010年閉校[12]（同上）[11]
- 大阪府立上神谷（にわだに）高等学校 - 2005年3月閉校[13]（2003年大阪府立成美高等学校へ統合）[14]
- 大阪府立美木多高等学校 - 2005年閉校[15]（同上）[14]
- 大阪府立白菊高等学校 - 2004年閉校[16]
- 大阪府立農業高等学校 - 1950年閉校（大阪府立貝塚高等学校農業科へ移行）

### 豊中市
- 大阪府立東豊中高等学校 - 2009年閉校[17]（2007年大阪府立千里青雲高等学校へ統合）[18]
- 大阪府立少路高等学校 - 2009年閉校（同上）[18]
- 大阪府立桜塚高等学校庄内分校 - 1956年廃止[19]

### 池田市
- 大阪府立池田北高等学校 - 2018年閉校[20]

### 吹田市
- 吹田市立千里山高等学校 - 1950年閉校（在籍生徒は編入試験受験・合格を条件に、居住地域の府立高校に編入）[21]

### 高槻市
- 大阪府立島上高等学校 - 2005年閉校（2003年大阪府立槻の木高等学校へ統合）[22]
- 大阪府立高槻南高等学校 - 2005年閉校（同上）[22]

### 守口市
- 大阪府立守口高等学校 - 2004年閉校（2002年大阪府立芦間高等学校へ統合）[23]
- 大阪府立守口北高等学校 - 2004年閉校（同上）[23]

### 枚方市
- 大阪府立磯島高等学校 - 2006年閉校（2002年大阪府立枚方なぎさ高等学校へ統合）[24]
- 大阪府立枚方西高等学校 - 2006年閉校（同上）[24]

### 茨木市
- 大阪府立茨木東高等学校 - 2009年閉校（2007年大阪府立北摂つばさ高等学校へ統合）[25]
- 大阪府立春日丘高等学校泉原分校 - 1994年閉校[26]
- 大阪府立春日丘高等学校豊川分校 - 1968年閉校[26]
- 大阪府立春日丘高等学校清溪分校・忍頂寺分校 - 1965年閉校（春日丘高校泉原分校に統合）[26]

### 八尾市
- 大阪府立清友高等学校 - 2010年閉校（2008年大阪府立みどり清朋高等学校へ統合）[27]
- 大阪府立八尾東高等学校 - 2004年閉校（2002年大阪府立八尾翠翔高等学校へ統合）[28]
- 大阪府立八尾南高等学校 - 2004年閉校（同上）[28]

### 寝屋川市
- 大阪府立東寝屋川高等学校 - 2010年閉校（2008年大阪府立北かわち皐が丘高等学校へ統合）[29]
- 大阪府立南寝屋川高等学校 - 2008年閉校（2006年大阪府立緑風冠高等学校へ統合）[30]

### 河内長野市
- 大阪府立長野北高等学校 - 2021年閉校[31]
- 大阪府立富田林高等学校長野分校 - 1964年閉校[32]

### 松原市
- 大阪府立河南高等学校松原分校 - 1965年閉校[33]

### 大東市
- 大阪府立大東高等学校 - 2008年閉校（2006年大阪府立緑風冠高等学校へ統合）[30]

### 和泉市
- 大阪府立横山高等学校 - 2008年閉校[34]

### 箕面市
- 大阪府立桜塚高等学校萱野分校 - 1956年閉校[19]
- 大阪府立桜塚高等学校止々呂美分校 - 1950年閉校[19]

### 柏原市
- 大阪府立柏原東高等学校 - 2021年閉校[35]

### 羽曳野市
- 大阪府立羽曳野高等学校 - 2011年閉校（2009年大阪府立懐風館高等学校へ統合）[36]
- 大阪府立西浦高等学校 - 2011年閉校（同上）[36]

### 門真市
- 大阪府立門真高等学校 -  2003年閉校（2001年大阪府立門真なみはや高等学校へ統合）[37]
- 大阪府立門真南高等学校 -  2003年閉校（同上）[37]

### 摂津市
- 大阪府立鳥飼高等学校 - 2009年閉校（2007年大阪府立北摂つばさ高等学校へ統合）[25]

### 東大阪市
- 大阪府立池島高等学校 - 2010年閉校（2008年大阪府立みどり清朋高等学校へ統合）[27]
- 大阪府立盾津高等学校 - 2006年閉校（2004年大阪府立かわち野高等学校へ統合）[38]
- 大阪府立加納高等学校 - 2006年閉校（同上）[38]
- 大阪府立食品産業高等学校 - 2003年3月閉校（2001年大阪府立枚岡樟風高等学校へ統合）[39]
- 大阪府立玉川高等学校 - 2003年3月閉校（同上）[39]

### 泉南市
- 大阪府立泉南高等学校 - 2011年3月閉校（2009年大阪府立りんくう翔南高等学校へ統合）[40]
- 大阪府立砂川高等学校 - 2011年3月閉校（同上）[40]

### 四條畷市
- 大阪府立四條畷北高等学校 - 2010年3月閉校（2008年大阪府立北かわち皐が丘高等学校へ統合）[29]

### 交野市
- 大阪府立四條畷高等学校交野分校 - 1966年3月閉校（大阪府立枚方高等学校家政科へ移行）

### 阪南市
- 大阪府立泉鳥取高等学校 - 2025年閉校。

### 豊能郡
- 大阪府立能勢高等学校 - 2020年閉校（2018年大阪府立豊中高等学校能勢分校に改編・分校化）[41]
- 大阪府立城山高等学校 - 2008年3月閉校[42]
- 大阪府立桜塚高等学校吉川分校 - 1954年閉校
- 大阪府立園芸高等学校能勢分校・田尻分校・西能勢分校 - 1954年閉校（分校統合の上で大阪府立能勢高等学校を新設）

### 三島郡
- 大阪府立島本高等学校 - 2025年閉校。

### 南河内郡
- 大阪府立富田林高等学校千早赤阪分校 - 1999年3月閉校[32]
- 大阪府立富田林高等学校千早分校・赤阪分校 - 1959年3月閉校[32]（分校統合の上で大阪府立富田林高等学校千早赤阪分校を設置）
- 大阪府立富田林高等学校科長原分校 - 1956年3月閉校[32]（大阪府立富田林高等学校長野分校に統合）

## 私立高等学校

### 大阪市
- 大阪学芸中等教育学校 - 2025年閉校
- 恵星女子高等学校→大阪女学院第二高等学校 - 1971年募集停止、1974年休校、2007年廃校（大阪女学院中学校・高等学校に併設。夜間定時制）[43]
- 大阪工業高等学校 - 1974年廃校（大阪福島女子高等学校に併設。夜間定時制）
- 文化女子高等学校 - 1954年廃校
- 大阪錦城高等学校 - 1953年廃校[44]
- 万代高等学校 - 1952年廃校
- 修成高等学校 - 1951年廃校[45]
- 玉川学園高等学校 - 1951年廃校
- 住之江高等学校（私立） - 1950年廃校[注釈 1]
- 燈影女学院高等学校 - 1950年廃校（敷地は隣接していた大阪府立阿部野高等学校の拡張用地として充てられる[46]。在籍生徒は編入試験受験・合格を条件に阿部野高校に編入）

### 堺市
- 大阪水産高等学校 - 1952年廃校

### 豊中市
- 大阪音楽大学付属音楽高等学校 - 1981年廃校[47]
- 香梅女子高等学校 - 1952年休校、のち廃校[48]

### 高槻市
- 湯浅学園高等学校 - 1992年休校（湯浅電池の企業内高等学校）

### 守口市
- 大阪国際大和田高等学校 - 2022年3月廃校（2022年大阪国際中学校高等学校へ統合）[49]
- 大阪国際滝井高等学校 - 2024年廃校（同上へ）[49]

### 茨木市
- 藍野高等学校 - 2024年廃校（ 明浄学院高等学校と統合）

### 八尾市
- 高安高等学校 - 1949年廃校（上宮高等学校の姉妹校）

### 羽曳野市
- 四天王寺羽曳丘高等学校 - 2019年廃校[50]

### 摂津市
- 千里丘学園高等学校 - 1950年廃校

### 藤井寺市
- 菊水高等学校 - 1952年廃校[51]

### 東大阪市
- 玉川学園高等学校 -1952年廃校
- 小楠高等学校 - 1949年廃校
- 近畿大学附属高等学校女子校舎（女子部） - 1992年廃校（移転したうえで男子部と統合し完全共学化）
- 朝陽ヶ丘女子高等学校 - 1969年廃校

### 高石市
- 南海高等学校 - 南海電気鉄道の企業内高等学校。1962年に運営母体の学校法人を清風学園に譲渡し、1963年に清風南海高等学校を新設。